# Petarda
Petarda (fran. pétard) je eksplozivno sredstvo, odnosno, imitacija eksplozivnog streljiva, pirotehničkih sredstava (granata, bomba, itd.), no zamišljena je na način kako ne bi činila veliku materijalnu štetu. Petarda se može uporabiti u civilne ili vojne svrhe. Pali se uz pomoć upaljača (najčešće u uporabi), šibice ili nekog dobro užarenog predmeta.

## Namjena i prodaja

### Podjela petardi i ostalih pirotehničkih sredstava
Petarde (uključujući ostala pirotehnička sredstva) se dijele na tri razreda:
- Pirotehnička sredstva 1. razreda – pirotehnička sredstva za vatromete koja predstavljaju vrlo nizak rizik i zanemarivu razinu buke i koja su namijenjena za uporabu u ograničenim prostorima, uključujući i pirotehnička sredstva za vatromete namijenjena za uporabu unutar stambenih zgrada.
- Pirotehnička sredstva 2. i 3. razreda – pirotehnička sredstva za vatromete koja predstavljaju nizak do srednji rizik i koja su namijenjena za vanjsku uporabu u ograničenim prostorima, na velikim otvorenim prostorima. Naravno kako se ovo vrijedi za način uporabe kako stoji u uputama koristeći sve mjere preventivne zaštite.

### Prodaja
- Pirotehnička sredstva 1. razreda mogu se prodavati u maloprodaji tijekom cijele godine osobama starijim od 14 godina u prodavaonicama, kioscima i pokretnim trgovinama.
- Pirotehnička sredstva 2. i 3. razreda mogu se prodavati (ali ne i koristiti) od 15. prosinca do 1. siječnja, u maloprodaji samo u prodavaonicama oružja i streljiva ili u prodavaonicama koje imaju odobrenja za prodaju pirotehničkih sredstava, i to pirotehnička sredstva II. razreda te pirotehnička sredstva III. razreda samo osobama starijim od 18 godina. Uporaba pirotehničkih sredstava za zabavu razreda II i III. dopuštena je samo u razdoblju od 27. prosinca do 1. siječnja.

## Posljedice korištenja petarde
- Opekline - Neke kemikalije koje se nalaze u pirotehničkim sredstvima ne mogu se ugasiti bez vode. Ako petarda eksplodira u ruci, može doći do opeklina visokog stupnja.
- Gluhoća - Detonacijom petardi i sličnih pirotehničkih sredstava stvara se zvuk jačine do 120 decibela. Glasan zvuk petardi ne smeta samo ljudima, nego i životinjama – psima, mačkama i drugim kućnim ljubimcima. U slučaju ako petarda eksplodira blizu uha ili u zatvorenom prostoru, može prouzrokovati čak oštećenje sluha, često i trajno.
- Sljepoća - Visoka temperatura, iskre i kemikalije koje nastaju zbog sagorijevanja pirotehničkih sredstava mogu biti opasne. Ako petarda eksplodira blizu očiju, može dovesti do oštećenja oka, pa i sljepoće.
- Amputacija - Petarde su zapravo kao male bombe i mogu raznijeti prste ako se drže u trenutku eksplozije.
- Oštećenje imovine - Pirotehnička sredstva mogu uzrokovati požar ili slična oštećenja imovine.

## Vanjske poveznice
- Orion pirotehnika
- Mirnovec pirotehnika